# Filmskådespeleri
Filmskådespeleri är konsten att gestalta och tolka roller i filmer och andra rörliga bildmedier.  Filmskådespelares uppgift är att ge liv åt olika karaktärer genom att använda sina kroppar, röster och känslouttryck. Genom åren har filmskådespeleri utvecklats och anpassats till filmens tekniska och konstnärliga framsteg, och det fortsätter att vara en viktig och inflytelserik del av filmvärlden.

## Historia
Filmskådespeleri har utvecklats från teaterskådespeleri, men har särskilda utmaningar på grund av filmens unika natur. Inom teaterskådespeleri ligger fokus ofta på det talade ordet, medan de visuella elementen och subtila uttryck är mer avgörande inom filmskådespeleri. De allra första filmerna var dokumentära, men i och med skapandet av den första fiktiva filmen, som generellt anses vara L'Arroseur Arrosé, föddes filmskådespeleriet.  De tidigaste filmerna var stumfilmer, vilket gjorde att skådespelarnas ansiktsuttryck och kroppsspråk var avgörande för att kommunicera känslor och budskap till publiken. Med tiden, med införandet av ljud och färg i film, utvecklades nya sätt att gestalta karaktärer och berätta historier.

## Typer av Filmskådespeleri
Det finns olika genrer och stilar inom filmskådespeleri som kan anpassas efter den typ av genre de arbetar i, som drama, komedi, action, skräck och mer. Skådespelare kan också specialisera sig och träna på olika aspekter av filmskådespeleri, som röstövningar, fysisk prestation eller emotionella fördjupningar. Det är inte ovanligt att skådespelare använder sig av olika övergripande skådespeleritekniker i sina porträtteringar, som till exempel metodskådespeleri eller Meisnerteknik.

## Påverkan och Betydelse
Filmskådespeleri har en kraftfull påverkan på filmens kvalitet och publikens engagemang. Skickliga skådespelare kan förvandla en enkel scen till en minnesvärd och gripande upplevelse. Deras förmåga att föra fram berättelser och förmedla känslor har gjort filmskådespeleri till en central och oumbärlig del av filmindustrin.